# Giorgio Ghedina
Giorgio Ghedina (Cortina d'Ampezzo, 19 febbraio 1959) è un bobbista italiano, atleta ampezzano attivo negli anni ottanta.

## Carriera agonistica
Ivano inizia la sua attività di bobbista con il Bob Club Cortina nel 1978, all'età di diciannove anni.
Nel 1984 partecipa al campionato europeo junior di bob, che in quell'anno si svolgeva a Sankt Moritz. Ghedina si qualificò 10° nel bob a due e 9° nel bob a quattro.